# Сопот (Пирот)
Сопот је насеље Града Пирота у Пиротском округу. Према попису из 2022. има 175 становника (према попису из 2002. било је 367 становника).

## Историја
Прво организовано словенско насеље било је лоцирано на рушевинама античке насеобине уз десну обалу потока, на потезу
званом Долње село. Село се налазило низводно, на 2 км од данашњег насеља, у непосредној близини ушћа потока у реку Нишаву, поред главне трасе царског друма тзв. Цариградског пута од Истанбула за Тракију. Настало је, највероватније, у VII веку када су Словени надирали у Понишавље, покоривши Римљане и када су наступили таласи незадрживог насељавања Словена. Село није губило континуитет од насељавања до данас тако да има своју богату историју. Први писани извор назива села Сопот налазимо у старим турским документима, џелепкешком спису дажбина 1576–1577, а село се тада налазило у кази Шехирској (Пирот). У раздобљу 1795–1805. године уследило је измештање села, када су нарочито беснели одметници, чинећи свакојака разбојништва над сеоским живљем.
Основна мушка школа у Сопоту постоји од 1850. године. Била је у месту 1896. године четвороразредна основна школа са 52 ученика.
Овде се налазе Запис Костића оброк 1946 (Сопот) и Запис Костића миро (Сопот).

## Положај
Атар села Сопота захвата површину од 1307 хектара. Граничи се са пиротским атаром, затим атарима села Нишора, Ореовице, Темске и Станичења. Сви делови сеоског земљишног подручја сврстани су током времена у посебне потесе који су Добили имена према изгледу рељефа, саставу земљишта, природи биљног покривача, према просторним одликама, распрострањености воде, изложености сунцу, близини реке Нишаве и другим особинама. Има назива који су у вези са Турцима, односно који су турског порекла: Аџибегово браниште, Алага, Садиков шумак и др., а и назив Синаја је турског порекла. Познато је да Нишава, испод Будин–дела и планине Белаве, тако меандрира, да скоро затвара круг због чега су тај потез Турци назвали Синаја (тепсија).
Од главног пута Пирот–Књажевац код железничке постаје Сопотског Хана, одваја се асфалтна трака 1,5 км на север, успоном уз поље Пелиновицу. За пола сата хода стиже се до Сопота.
Село се налази у једном " котлу" окруженом висовима и, како је записао један посматрач, на 500 м надморске висине. Највиша тачка више села је Кукла на 862 m надморске висине. Географске координате су му: источна географска дужИна 28 степени и северна географска ширина 88 степени.
Сопот је груписано село на северозападном делу пиротске котлине, удаљено од Пирота 6,5 км. Куће су збијеног типа, једна уз другу. Тескобност оставља неповољан утисак о селу, мада има и већих дворишта са одвојеним делом за кућу и економске објекте. То је из више разлога: од старине су једну кућу наследном деобом добијала најчешће два наследника, тј. власника. Имајући део куће, брат–власник није хтео да се сели и на другом месту прави штале и оборе. Каснијом
деобом потомци су и даље на истом плацу градили све више, а празног простора је остајало све мање.
Земљиште од рода Таскових преко Големих ливада до потеза Црвивке клизног је карактера, није било погодно за градњу кућа и ширење села. Испод, "сокака" није нико градио, куће (осим рода Ранчиних око 1960) јер тај потез Градине је одвајкада ситно испарцелисан на баште.
Насеобина је прво лоцирана уз само извориште потока, а затим се насеље ширило полукружно управо онако како су одређивали географски оквири висова: Брега, Габара и Равне. Село се може обухватити једним погледом ако се посматра са
околних висова. Из самог села се отвара поглед на југо–запад на вис Будин–дел (549 m.н.в.) и планину Белаву (946 м. н.м.). Село је од давнина било подељено на махале (мале). Поток је својим током преградио махале; с леве стране Горња, а с десне стране Доња мала. Простор око спомен чесме и Омладинског дома је Сред село. У исто време и домаћинства око тог простора чине махалу Сред село. Од рода Ристиних и Пешчиних ка селу Ореовици налази се Бањска мала.
У овом селу постоји Природни споменик Стабло храста лужњака који се налази одмах поред Цркве Светог Архангела Гаврила.

## Демографија
У насељу Сопот живи 321 пунолетни становник, а просечна старост становништва износи 51,3 година (50,8 код мушкараца и 51,7 код жена). У насељу има 132 домаћинства, а просечан број чланова по домаћинству је 2,78.
Ово насеље је у потпуности насељено Србима (према попису из 2002. године), а у последња три пописа, примећен је пад у броју становника.
|  |

| Демографија | Демографија | Демографија |
| Година      | Становника  | Становника  |
| ----------- | ----------- | ----------- |
| 1948.       | 1.103       |             |
| 1953.       | 1.083       |             |
| 1961.       | 945         |             |
| 1971.       | 764         |             |
| 1981.       | 779         |             |
| 1991.       | 503         | 502         |
| 2002.       | 367         | 369         |

| Етнички састав према попису из 2002.‍ | Етнички састав према попису из 2002.‍ | Етнички састав према попису из 2002.‍ | Етнички састав према попису из 2002.‍ | Етнички састав према попису из 2002.‍ |
| ------------------------------------ | ------------------------------------ | ------------------------------------ | ------------------------------------ | ------------------------------------ |
|                                      |                                      |                                      |                                      |                                      |
| Срби                                 | Срби                                 |                                      | 367                                  | 100,0%                               |
| непознато                            | непознато                            |                                      | 0                                    | 0,0%                                 |

| Година пописа     | 1948. | 1953. | 1961. | 1971. | 1981. | 1991. | 2002. |
| ----------------- | ----- | ----- | ----- | ----- | ----- | ----- | ----- |
| Број домаћинстава | 212   | 206   | 205   | 203   | 237   | 175   | 132   |

| Број чланова      | 1  | 2  | 3  | 4 | 5  | 6  | 7 | 8 | 9 | 10 и више | Просек |
| ----------------- | -- | -- | -- | - | -- | -- | - | - | - | --------- | ------ |
| Број домаћинстава | 32 | 51 | 15 | 3 | 14 | 13 | 4 | 0 | 0 | 0         | 2,78   |

| Пол    | Укупно | Неожењен/Неудата | Ожењен/Удата | Удовац/Удовица | Разведен/Разведена | Непознато |
| ------ | ------ | ---------------- | ------------ | -------------- | ------------------ | --------- |
| Мушки  | 156    | 35               | 102          | 18             | 1                  | 0         |
| Женски | 171    | 17               | 104          | 41             | 9                  | 0         |
| УКУПНО | 327    | 52               | 206          | 59             | 10                 | 0         |

| Пол    | Укупно                    | Пољопривреда, лов и шумарство | Рибарство                            | Вађење руде и камена | Прерађивачка индустрија       |
| ------ | ------------------------- | ----------------------------- | ------------------------------------ | -------------------- | ----------------------------- |
| Мушки  | 62                        | 9                             | 0                                    | 0                    | 22                            |
| Женски | 33                        | 12                            | 0                                    | 0                    | 17                            |
| УКУПНО | 95                        | 21                            | 0                                    | 0                    | 39                            |
| Пол    | Производња и снабдевање   | Грађевинарство                | Трговина                             | Хотели и ресторани   | Саобраћај, складиштење и везе |
| Мушки  | 1                         | 10                            | 4                                    | 3                    | 1                             |
| Женски | 0                         | 0                             | 1                                    | 0                    | 0                             |
| УКУПНО | 1                         | 10                            | 5                                    | 3                    | 1                             |
| Пол    | Финансијско посредовање   | Некретнине                    | Државна управа и одбрана             | Образовање           | Здравствени и социјални рад   |
| Мушки  | 0                         | 0                             | 1                                    | 0                    | 2                             |
| Женски | 0                         | 0                             | 1                                    | 1                    | 0                             |
| УКУПНО | 0                         | 0                             | 2                                    | 1                    | 2                             |
| Пол    | Остале услужне активности | Приватна домаћинства          | Екстериторијалне организације и тела | Непознато            | Непознато                     |
| Мушки  | 0                         | 0                             | 0                                    | 9                    | 9                             |
| Женски | 0                         | 0                             | 0                                    | 1                    | 1                             |
| УКУПНО | 0                         | 0                             | 0                                    | 10                   | 10                            |